# L'Examineur

L’Examineur était un webmagazine d'Information parodique paru de décembre 1999 à novembre 2003 et créé par le journaliste Frédéric Royer , le futur créateur de la cérémonie des Gérard de la télévision.
Inspiré de The Onion et de Infos du Monde, L'Examineur proposait chaque semaine des fausses informations sous la forme d'articles ayant l'aspect du « vrai », comme « Ce serial killer n’a tué qu’une personne ! », « Satan est gay ! », ou encore « Un Noir élu président du Sénégal ! »
C'est ainsi que l'article intitulé « Miss France est un homme » (écrit par le futur « Gérard » Stéphane Rose) entraîna la rumeur concernant le fait qu’Élodie Gossuin, Miss France 2001, était en réalité un homme,,.
Quelques mois plus tard, ce fut au tour du ministre Francis Mer d'être victime d'une rumeur concernant un supposé « parachute doré » à la suite d'un article de L'Examineur.
En 2005, L'Examineur sorti en version papier le temps de trois numéros.
L'Examineur est considéré comme l'un des ancêtres du Gorafi.